# Свети Георги (Свинище)
Вижте пояснителната страница за други значения на Свети Георги.
„Свети Георги“ (на македонска литературна норма: „Свети Ѓорѓи“, „Свети Георгиј“) е възрожденска православна църква в битолското село Свинище, Северна Македония. Църквата е под управлението на Крушевско-Демирхисарската епархия на Македонската православна църква.
Храмът е изграден в 1864 година. Представлява двукорабна каменна базилика. По време на Първата световна война пострадва силно. Възобновен е в 1926 година и обновен в 1958 година. След изселването на селото в 1980 година е запуснат.